# Na siedem
Na siedem – drugi wydany w roku 2007 album polskiej grupy Zakopower.
W produkcji płyty, tak jak w przypadku pierwszego krążka zespołu, uczestniczył Mateusz Pospieszalski, który również skomponował część utworów. Słowa do niektórych piosenek zostały napisane przez polskich artystów, m.in. takich jak: Adam Nowak, Kayah czy Rafał Bryndal. Na siedem zawiera 10 utworów, jednak została stworzona także wersja poszerzona płyty, zawierająca dodatkowe 4 piosenki, w tym m.in. cover węgierskiego zespołu Omega pt. „Gyöngyhajú lány”. Całość utrzymana w klimacie klubowych aranżacji i nowoczesnych brzmień, do jakich przyzwyczaił już lider zespołu Sebastian Karpiel-Bułecka.
Nagrania dotarły do 33. miejsca listy OLiS. 3 marca 2010 roku płyta uzyskała status złotej.

## Lista utworów
1. „Na siedem” (muzyka: Mateusz Pospieszalski, słowa: Bartłomiej Kudasik) – 3:28
2. „Nie, bo nie” (muzyka: Mateusz Pospieszalski, słowa: Bartłomiej Kudasik) – 4:23
3. „Cy to ta” (muzyka: Lidia Pospieszalska, słowa: Bartłomiej Kudasik) – 4:32
4. „Galop” (muzyka: Mateusz Pospieszalski, słowa: Bartłomiej Kudasik, Sebastian Karpiel-Bułecka) – 4:12
5. „Zbuntowany anioł” (muzyka: Mateusz Pospieszalski, słowa: Kayah) – 3:51
6. „Braku stan” (muzyka: Mateusz Pospieszalski, słowa: Adam Nowak) – 5:00
7. „Ubiję usiekę” (muzyka: Mateusz Pospieszalski, słowa: Mateusz Pospieszalski, Rafał Bryndal) – 4:02
8. „Salomanga” (muzyka: Mateusz Pospieszalski, słowa: Bartłomiej Kudasik, Sebastian Karpiel-Bułecka) – 3:52
9. „Lu li la” (muzyka: Mateusz Pospieszalski, słowa: Bartłomiej Kudasik) – 4:11
10. „Tupany” (muzyka: Mateusz Pospieszalski, słowa: Sebastian Karpiel-Bułecka) – 3:40